# Бразилия на летних Олимпийских играх 1936
Бразилия принимала участие в Летних Олимпийских играх 1936 года в Берлине (Германия) в четвёртый раз за свою историю, но не завоевала ни одной медали. Сборная страны состояла из 73 спортсменов (67 мужчин, 6 женщин), которые выступили в соревнованиях по лёгкой атлетике, баскетболу, велоспорту, фехтованию, современному пятиборью, академической гребле, парусному спорту, стрельбе и плаванию.

## Результаты соревнований

### Академическая гребля
Соревнования в академической гребле на Играх 1936 года проходили с 11 по 14 августа. В следующий раунд из каждого заезда проходили несколько лучших экипажей (в зависимости от раунда и дисциплины). В финал выходили 6 сильнейших экипажей.
Мужчины
| Соревнование | Спортсмены                       | Предварительный заезд | Предварительный заезд | Предварительный заезд | Отборочный заезд | Отборочный заезд | Отборочный заезд | Полуфинал            | Полуфинал            | Полуфинал            | Финал                 | Финал                 |
| Соревнование | Спортсмены                       | Заезд                 | Время                 | Место                 | Заезд            | Время            | Место            | Заезд                | Время                | Место                | Время                 | Место                 |
| ------------ | -------------------------------- | --------------------- | --------------------- | --------------------- | ---------------- | ---------------- | ---------------- | -------------------- | -------------------- | -------------------- | --------------------- | --------------------- |
| одиночки     | Селестино де Пальма              | 1                     | 7:37,7                | 2                     | 4                | 7:49,7           | 3                | завершил выступление | завершил выступление | завершил выступление | завершил выступление  | завершил выступление  |
| двойки       | Альфонсо де Кастро Эдуардо Леман | 1                     | 7:40,2                | 4                     | 1                | DNF              | —                | не проводится        | не проводится        | не проводится        | завершили выступление | завершили выступление |

### Плавание
Мужчины
| Соревнование           | Спортсмен                                                 | Предварительные заплывы | Предварительные заплывы | Полуфиналы            | Полуфиналы            | Финал                 | Финал                 |
| Соревнование           | Спортсмен                                                 | Результат               | Место                   | Результат             | Место                 | Результат             | Место                 |
| ---------------------- | --------------------------------------------------------- | ----------------------- | ----------------------- | --------------------- | --------------------- | --------------------- | --------------------- |
| 100 м вольным стилем   | Пауло Таррто                                              | 1:02,6                  | 30                      | Завершил выступление  | Завершил выступление  | Завершил выступление  | Завершил выступление  |
| 100 м вольным стилем   | Леонидас да Силва                                         | 1:03,3                  | 31                      | Завершил выступление  | Завершил выступление  | Завершил выступление  | Завершил выступление  |
| 100 м вольным стилем   | Исаак Мораэс                                              | 1:03,5                  | 33                      | Завершил выступление  | Завершил выступление  | Завершил выступление  | Завершил выступление  |
| 400 м вольным стилем   | Маноэл Вильяр                                             | 5:18,2                  | 24                      | Завершил выступление  | Завершил выступление  | Завершил выступление  | Завершил выступление  |
| 400 м вольным стилем   | Алуизио Лаже                                              | 5:18,3                  | 26                      | Завершил выступление  | Завершил выступление  | Завершил выступление  | Завершил выступление  |
| 400 м вольным стилем   | Жоао Авеланж                                              | 5:31,5                  | 30                      | Завершил выступление  | Завершил выступление  | Завершил выступление  | Завершил выступление  |
| 1500 м вольным стилем  | Маноэл Вильяр                                             | 21:49,9                 | 19                      | Завершил выступление  | Завершил выступление  | Завершил выступление  | Завершил выступление  |
| 1500 м вольным стилем  | Жоао Авеланж                                              | 22:54,1                 | 20                      | Завершил выступление  | Завершил выступление  | Завершил выступление  | Завершил выступление  |
| 100 м на спине         | Беневенуто Нуньес                                         | 1:16,9                  | 22                      | Завершил выступление  | Завершил выступление  | Завершил выступление  | Завершил выступление  |
| 100 м на спине         | Адемар Кабальеро                                          | 1:17,0                  | 22                      | Завершил выступление  | Завершил выступление  | Завершил выступление  | Завершил выступление  |
| 100 м на спине         | Антонио Амарал Фильо                                      | 1:21,0                  | 27                      | Завершил выступление  | Завершил выступление  | Завершил выступление  | Завершил выступление  |
| 200 м брассом          | Антонио Луис дос Сантос                                   | 2:56,8                  | 18                      | Завершил выступление  | Завершил выступление  | Завершил выступление  | Завершил выступление  |
| 200 м брассом          | Эдгард Жулиус Барбоза Арп                                 | 3:02,6                  | 21                      | Завершил выступление  | Завершил выступление  | Завершил выступление  | Завершил выступление  |
| Эстафета               | Предварительный заплыв                                    | Предварительный заплыв  | Предварительный заплыв  | Финал                 | Финал                 | Финал                 | Финал                 |
| Эстафета               | Состав                                                    | Результат               | Место                   | Состав                | Состав                | Результат             | Место                 |
| 4×200 м вольным стилем | Алуизио Лаже Леонидас да Силва Маноэл Вильяр Исаак Мораэс | 9:42,5                  | 11                      | Завершили выступление | Завершили выступление | Завершили выступление | Завершили выступление |

Женщины
| Соревнование         | Спортсменка      | Предварительные заплывы | Предварительные заплывы | Полуфинал             | Полуфинал             | Финал                 | Финал                 |
| Соревнование         | Спортсменка      | Результат               | Место                   | Результат             | Место                 | Результат             | Место                 |
| -------------------- | ---------------- | ----------------------- | ----------------------- | --------------------- | --------------------- | --------------------- | --------------------- |
| 100 м вольным стилем | Пьедаде Коутиньо | 1:09,4                  | 11                      | 1:09,6                | 8                     | Завершила выступление | Завершила выступление |
| 100 м вольным стилем | Сцилла Венансио  | 1:15,1                  | 31                      | Завершила выступление | Завершила выступление | Завершила выступление | Завершила выступление |
| 100 м вольным стилем | Элена Саллес     | 1:16,2                  | 32                      | Завершила выступление | Завершила выступление | Завершила выступление | Завершила выступление |
| 400 м вольным стилем | Пьедаде Коутиньо | 5:35,5                  | 3                       | 5:42,5                | 4                     | 5:35,2                | 6                     |
| 400 м вольным стилем | Сцилла Венансио  | 6:23,0                  | 20                      | Завершила выступление | Завершила выступление | Завершила выступление | Завершила выступление |
| 100 м на спине       | Сиглинда Циглер  | 1:32,0                  | 20                      | Завершила выступление | Завершила выступление | Завершила выступление | Завершила выступление |
| 200 м брассом        | Мария Ленк       | 3:17,2                  | 13                      | 3:17,7                | 12                    | Завершила выступление | Завершила выступление |